# Lysica
Lysica es un municipio del distrito de Žilina en la región de Žilina, Eslovaquia, con una población estimada a final del año 2024 de 901 habitantes.
Se encuentra ubicado al oeste de la región, cerca del curso alto del río Váh (cuenca hidrográfica del Danubio) y de la frontera con la región de Trenčín.

## Demografía
| Año        | 1994 | 2004    | 2014    | 2024    |
| ---------- | ---- | ------- | ------- | ------- |
| Población  | 912  | 859     | 835     | 901     |
| Diferencia |      | −5,81 % | −2,79 % | +7,90 % |

| Año        | 2023 | 2024    |
| ---------- | ---- | ------- |
| Población  | 893  | 901     |
| Diferencia |      | +0,89 % |